# Radio Vitez
Radio Vitez je regionalna radijska postaja čije je sjedište u Vitezu. Emitira na hrvatskom jeziku na 91,3 MHz stereo. Postaja se čuje na prostoru Lašvanske doline.

## Povijest
Eksperimentalni program počeli su emitirati travnja 1992. godine iz podrumskih prostorija zgrade općine Viteza. Postaja se održavala entuzijazmom novinara – amatera i vrlo malim brojem profesionalnih radnika, uz oskudnu tehniku za emitiranje. I u takvim uvjetima postaja je odigrala važnu ulogu u najtežim godinama rata na području Lašvanske doline. Nakon dva mjeseca pokusna faza je bila gotova i kao službeni nadnevak početka rada Radio Viteza uzima se 15. lipnja 1992. godine, od kada se radi na profesionalnijoj opremi i u drugim uvjetima.
Program emitira i na internetu. Radio Vitez proizvodi vlastiti 24 - satni program, uz suradnju s brojnim poznatim radijskim kućama iz zemlje i inozemstva. Programsku shemu čine: informativne emisije koje daju lokalne vijesti, vijesti iz BiH, vijesti iz svijeta, zanimljivosti, šport, glazba, kontakt programi, politike, obrazovanja, kulture. Radio Vitez je u svojim studijskim emisijama ugostio mnoge značajnije osobe političkog, kulturnog, gospodarskog, športskog i društvenog života. Glazbeni program čini inozemna i domaća zabavna glazba. Teže program profilirati program prema mlađoj, aktivnoj populaciji i poslovnim ljudima.

## Vanjske poveznice
- Službene stranice
- Facebook